# Поварской переулок (Санкт-Петербург)
Поварско́й переу́лок — переулок в Центральном районе Санкт-Петербурга. Проходит от Стремянной улицы до Колокольной улицы.

## История
С 20 августа 1739 года по 1753 год улица носила название Басманная. Между тем, в 1730-е годы земли у Владимирской площади были определены для служащих придворного ведомства. Нынешнее название сложилось по слободе, в которой селились повара дворцовой кухни. С 1776 года это была Поварская улица. С 1802 года — Поварской переулок.

## Достопримечательности
- Дом № 1/ Стремянная улица, 15 — жилой комплекс «Дворцовая слобода». Построен в 2011-2013 годах, застройщик — ООО «СоюзГенСтрой». Ранее на этом месте находился доходный дом В. А. Ренненкампфа, здание 1897 года постройки, архитекторы Б. И. Гиршович, Э. Ф. Виррих. 25 октября 2002 года, в результате непродуманной перепланировки, в доме рухнули перекрытия. В 2005 году здание разобрали. Корпус, выходящий в Поварской переулок, воссоздан (в переработанном виде) по требованию комитета по охране памятников[1][2].
- Дом № 3-5 — доходный дом, построенный в 1875 году, архитектор Х. Х. Тацки.
- Дом № 4 — в нём в 1928-1934 годах жил Н. К. Симонов.
- Дом № 11 — особняк, архитектор В. Е. Морган, 1835 год.
- Дом № 12 — доходный дом, построенный в 1885 году, архитектор Х. Х. Тацки.
- Дом № 13 (ранее дом № 12) — бывший дом А. Д. Тулубьева, 1838 или 1839 год. Здесь жили Николай Некрасов (1845, написал здесь стихотворения «В дороге», «Огородник»), Иван Тургенев (1853-1854, написал повесть «Затишье»), Николай Чернышевский (1855-1860), белорусский поэт Константин Вереницын (1884-1904).